# Иван Белчев (политик)
Иван Белчев Белчев е български политик от движение „Да, България“. Народен представител от коалиция „Демократична България“ в XLVIII народно събрание и от коалиция „Продължаваме промяната - Демократична България“ в XLIX народно събрание. Той е автор и основател на списание „Амбиция“, основател на „Ruse GO“ – клуб, който има за цел да подобри средата на живот на русенци чрез туризъм, спорт и еко дейности.

## Биография
Иван Белчев е роден на 11 октомври 1983 г. в град Русе, Народна република България. Завършва Немската гимназия в Русе, след което придобива бакалавърска степен по „Промишлен дизайн“ в Русенския университет и магистърска степен по „Комуникационен дизайн“ в Манхайм, Германия.
От 2014 г. работи самостоятелно и реализира лични уеб проекти, един от който е списание „Амбиция“. През същата година стартира платформа „Писмо до кмета на Русе“, с която гражданите се насърчават да споделят проблемите на град Русе.
През 2019 г. става член на местната организация на движение „Да, България“ в Русе. На местните избори през 2019 г. работи по дигиталната кампания в Русе, като създава профилите в социалните мрежи, регионален уебсайт на „Демократична България“ в Русе.